# Dalsfjords kommun
Dalsfjords kommun var en tidigare kommun i Møre og Romsdal fylke i västra Norge. Kommunen omfattade den västra delen av nuvarande Volda kommun, området kring Dalsfjorden. Byn Dravlaus utgjorde kommunens centralort.

## Administrativ historik
Dalsfjords kommun upprättades den 1 juli 1924 genom utbrytning ur Volda kommun. Kommunen hade 960 invånare vid upprättandet.
Den 1 januari 1964 gick kommunen upp i Volda kommun. Kommunen hade då 1 151 invånare.